# Tjurhaj
Tjurhajen (Carcharhinus leucas) återfinns i varma tropiska vatten men är en av de få hajarter som kan migrera in och ut ur sötvatten. Tjurhajen kan simma långt upp i floder som Mississippifloden i Nordamerika, Amazonfloden i Sydamerika och Zambesifloden i Afrika. Den lever också i insjöar, som till exempel Nicaraguasjön.
Den har många skiftande namn, kanske för att den finns på så många ställen. Bland de många benämningarna finns zambesisk flodhaj, lake Nicaragua-haj, skovelnosad haj, grå sliphaj, fyrkantsnosig haj och van rooyens haj. Den misstas ibland för att vara gangeshaj.
Tjurhajar tillhör de stora hajarterna. Hannarna är i vuxen ålder 157–226 cm långa. Honorna är i vuxen ålder 180–230 cm långa. I extrema fall kan tjurhajar bli strax över 3 meter. I januari 2009 hittades ett ovanligt exemplar i Breede river, Sydafrika som visade sig vara en 4 meter lång hona. Tjurhajarnas tänder är utvecklade för att skära, inte för att krossa. Tjurhajar äter sälar, andra hajar (även andra hajar av samma art), fiskar, unga saltvattenskrokodiler och flodhästar. Parningen sker under sommaren, ofta i bräckt vatten vid flodmynningar. Tjurhajen är ovovivipar, det vill säga att honan bär äggen inom sig tills de kläcks. Efter ungefär ett år så föder honan fram upp till 13 levande ungar. De nyfödda hajarna är cirka 70 centimeter långa, och det tar cirka 10 år för dem att bli fullvuxna.
Då tjurhajen lever på grunt vatten och i anslutning till kuster och rev till skillnad från pelagiska hajarter uppstår ibland kontakt med människor.

## Beteende
Tjurhajar är i regel solitära jägare men det förekommer att de jagar tillsammans. De simmar ofta i grunt vatten, kan accelerera snabbt och vara mycket aggressiva. Hajen är extremt territoriell och attackerar djur som inkräktar på territoriet. Eftersom hajen främst finns i grunt vatten kan den i större utsträckning vara farlig för människor än andra hajarter. Tillsammans med tigerhajen och vithajen är tjurhajen en av de tre hajar som med störst sannolikhet attackerar människor.